# Convolvulus althaeoides
Convolvulus althaeoides – gatunek pnącza z rodziny powojowatych. Występuje naturalnie w basenie Morza Śródziemnego.

## Rozmieszczenie geograficzne
Gatunek rośnie naturalnie w południowej Europie (Półwysep Iberyjski, Francja, Włochy, Rumunia, Półwysep Bałkański), w zachodniej Azji (Bliski Wschód) i północnej Afryce. Jako introdukowany występuje w Kalifornii i Japonii.

## Morfologia
LiścieMają sercowaty kształt.
KwiatyKorona kwiatowa duża, lejkowata i różowa.

## Biologia i ekologia
Lubi stanowiska na pełnym nasłonecznieniu. Preferuje gleby lekkie, dobrze przepuszczalne.